# احمد خمیس
احمد خمیس (عربی: أحمد خميس؛ زادهٔ ۱۶ نوامبر ۱۹۸۵) بازیکن فوتبال اهل امارات متحده عربی است.
از باشگاه‌هایی که در آن بازی کرده‌است می‌توان به باشگاه ورزشی بنی یاس، باشگاه ورزشی الفجیره امارات، باشگاه فوتبال العین، باشگاه فوتبال شباب الاهلی امارات، باشگاه فوتبال الشارجه، و باشگاه فوتبال النصر امارات اشاره کرد.